# Luka Odak
Luka Marino Odak (* 22. November 1989 in Frankfurt am Main) ist ein kroatischer Fußballspieler.

## Karriere
Odak gewann 2007 mit der A-Jugend des FC Bayern München die A-Jugend-Vize-Meisterschaft. Im selben Jahr wechselte er in die Jugend des MSV Duisburg. Für den MSV spielte er drei Jahre, zunächst in der A-Jugend, dann in der zweiten Mannschaft. 2010 wechselte er zum FC Ingolstadt 04. Dort wurde er ebenfalls nur in der Reserve eingesetzt. 2011 gelang ihm mit der Reserve des FC Ingolstadt 04 der Aufstieg in die Regionalliga Süd. Nach seinem ablösefreien Wechsel in die 3. Liga zur SpVgg Unterhaching im Sommer 2012 folgte im Juni 2013 der Wechsel zum FC Rot-Weiß Erfurt.
Zur Saison 2019/20 wechselte Odak zum FC Pipinsried.

## Erfolge
- Thüringer Landespokalsieger: 2016/17 mit dem FC Rot-Weiß Erfurt